# Raidāk River
Raidāk River är ett vattendrag i Bangladesh, på gränsen till Bhutan. Det ligger i den norra delen av landet, 250 km norr om huvudstaden Dhaka.
Trakten runt Raidāk River består till största delen av jordbruksmark. Runt Raidāk River är det tätbefolkat, med 286 invånare per kvadratkilometer.